# سفارة سلوفاكيا في لندن
سفارة سلوفاكيا في لندن هي البعثة الدبلوماسية لجمهورية سلوفاكيا في المملكة المتحدة . تقع عند تقاطع حدائق قصر كنسينغتون وطريق بايزووتر في مجمع مشترك سابقًا مع سفارة جمهورية التشيك حتى عام 1993.
كانت سفارة تشيكوسلوفاكيا في الأصل موجودة في جروسفينور بليس، قبل أن تنتقل إلى موقع السفارات التشيكية والسلوفاكية الحالية في عام 1970. بدأ تشييد مبنى جديد على الطراز الوحشي في هذا الموقع في عام 1965 وأشرف عليه جان بوزان ويان سراميك وكاريل شتوبانسكي من معهد بيتا براغ للمشروع؛ حصل على جائزة من المعهد الملكي للمهندسين المعماريين البريطانيين لأفضل مبنى في المملكة المتحدة تم إنشاؤه بواسطة مهندسين معماريين أجانب. ثم تم تقسم المبنى بين تشيك وسلوفاكيا بعد تفكك تشيكوسلوفاكيا في عام 1993.

## معرض صور

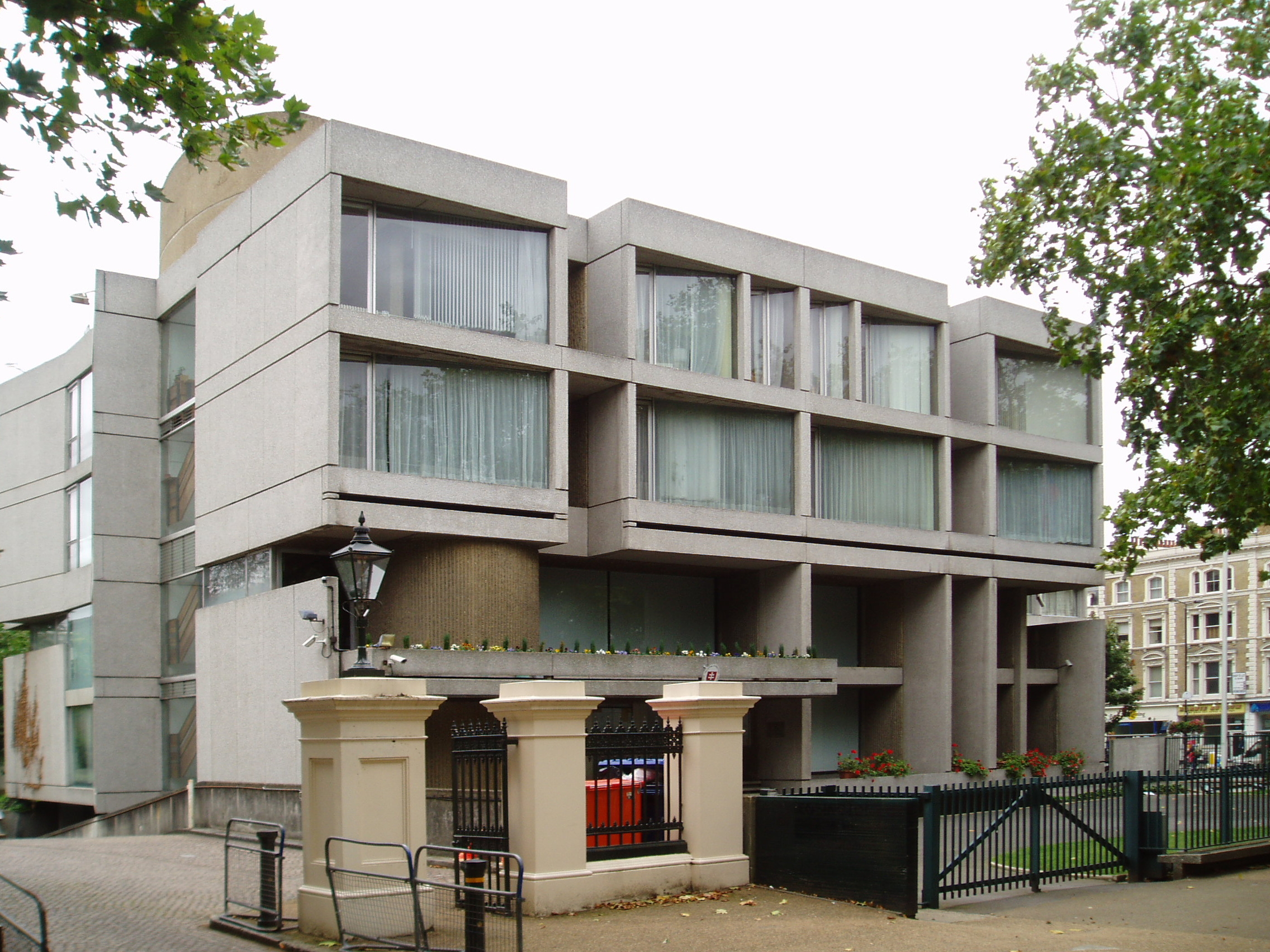
مدخل السفارة من حدائق قصر كينسينجتون
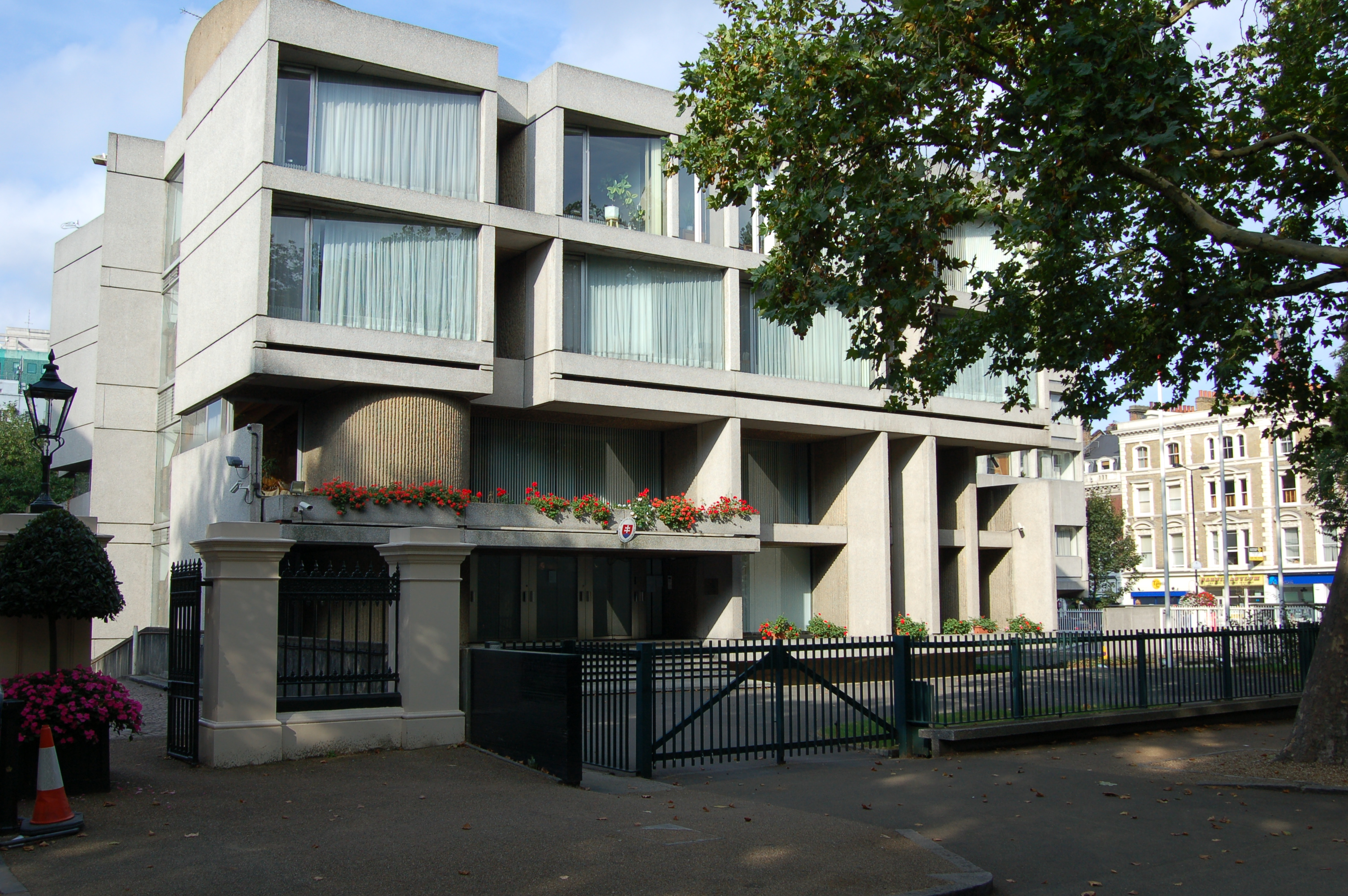
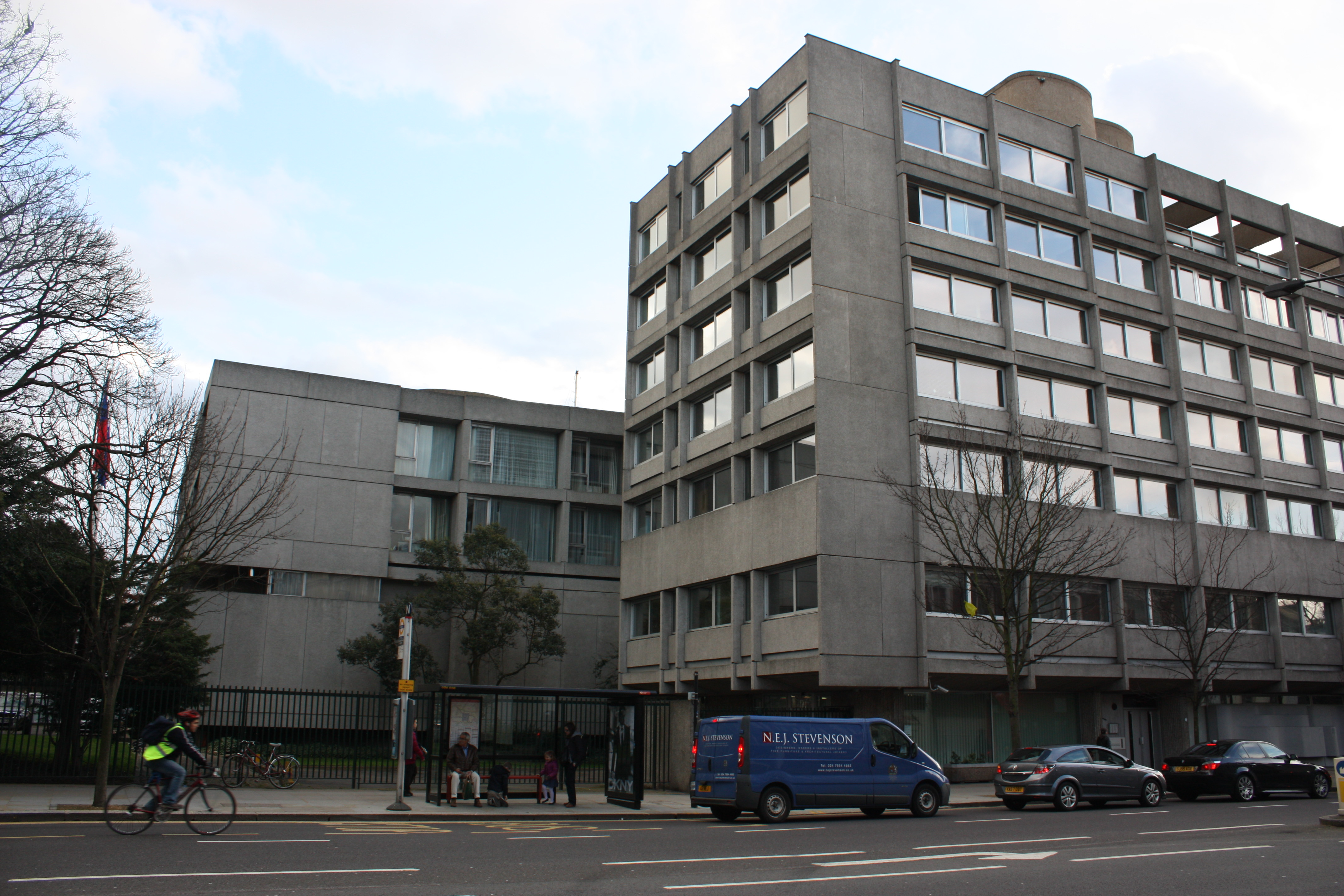

## روابط خارجية
- موقع رسمي